# ديف بيرغ (لاعب كرة قاعدة)
ديف بيرغ (بالإنجليزية: Dave Berg)‏ هو لاعب كرة قاعدة أمريكي، ولد في 3 سبتمبر 1970 في روزفيل في الولايات المتحدة.

## وصلات خارجية
- ديف بيرغ على موقعبيزبول رفرنس.كوم (الدوري الرئيسي) (الإنجليزية)
- ديف بيرغ على موقعبيزبول رفرنس.كوم (الدوري الثانوي) (الإنجليزية)